# Howard Carpendale
Howard Victor Carpendale (né le 14 janvier 1946 à Durban) est un chanteur sud-africain qui commença sa carrière dans les pays germanophones à la fin des années 1960 et qu'il poursuit encore actuellement.

## Biographie
Après plusieurs tentatives infructueuses dans son pays natal comme chanteur de beat et imitateur d'Elvis, il arrive en Europe en 1966. Il est d'abord en Grande-Bretagne où il fait des petits boulots et chante dans un groupe.
Grâce à Meta Rogall (de), il obtient le visa pour aller en Allemagne et commence à se produire à ses côtés. Il se fait remarquer par le label Electrola (de) avec qui il signe un contrat. Son premier disque Lebenslänglich se vend à 60 000 exemplaires. Durant son séjour à Cologne, il joue au rugby à l'ASV Köln (de).
En 1969, il obtient son premier succès grâce à une adaptation en allemand d'Ob-La-Di, Ob-La-Da des Beatles. Cependant les disques suivants se vendent très mal au point que sa maison de disques pense à rompre son contrat. Carpendale commence alors à écrire et à produire ses propres chansons. Il continue à apparaître dans des émissions de télévision et à produire des albums.
De 1976 à 1984, il est marié à Claudia, avec qui il a un fils, Wayne (de).
En février 2003, il déclare être atteint par la sclérose en plaques
. Il annonce aussi que son concert le 13 décembre 2003 à la Lanxess Arena sera le dernier et qu'il se retire du show-business. Quatre ans plus tard, il annonce son retour et qu'il donnera une dizaine de concerts en avril 2008 où il jouera son nouvel album 20 Uhr 10 qui atteint la quatrième place des ventes. En décembre 2012, il annonce se séparer de Dieter Weidenfeld, son manager historique.

## Discographie (albums)
- 1969: Ich geb mir selbst ’ne Party
- 1970: Howard Carpendale
- 1970: Nr.1
- 1972: Eine Schwäche für die Liebe
- 1974: Du fängst den Wind niemals ein
- 1975: …und ich warte auf ein Zeichen
- 1976: Fremde oder Freunde
- 1976: Howard Carpendale ’77
- 1977: Jede Farbe ist schön
- 1977: Nimm den nächsten Zug
- 1978: …dann geh doch
- 1978: Und so gehen wir unsere Wege
- 1979: Mein Weg zu dir
- 1980: Eine Stunde für dich
- 1981: Such mich in meinen Liedern
- 1982: Bilder meines Lebens
- 1984: Hello Again
- 1984: Howard Carpendale ’84
- 1985: Mittendrin
- 1987: Carpendale
- 1988: Erfolge
- 1989: Carpendale '90
- 1991: Ganz nah
- 1992: Mit viel, viel Herz
- 1992: Welthits zum Träumen
- 1994: Ich bin da!
- 1995: Howard Carpendale ’95
- 1996: Kein Typ für eine Nacht
- 1998: Lust auf mehr…
- 2001: Alles OK
- 2001: My Christmas
- 2003: Der richtige Moment
- 2003: Danke…Ti Amo
- 2007: 20 Uhr 10
- 2009: Stark
- 2011: Das alles bin ich
- 2014  Viel zu lang gewartet
- 2016  Das ist unsere Zeit

## Filmographie
- 1970: Musik, Musik – da wackelt die Penne (de)
- 1984: Niemand weint für immer
- 1992: Wiedersehen in Kanada (TV)
- 1994: Matchball (TV)
- 2012: Mon père, cet inconnu (Lebe dein Leben) (TV)[5]

## Livres
- 2016: Das ist meine Zeit (livre écrit avec Stefan Alberti)

## Source, notes et références
1. ↑  Werner Jürgens: Komm, wir geh’n zu Meta. 3. Aufl. 2009. SKN Verlag, Norden 2000,  (ISBN 978-3-928327-44-2)
2. ↑  Vater und Sohn im Interview Park Avenue, 09/2008
3. ↑  stern.de
4. ↑  Howard Carpendale hat ein neues Management-Team News auf SchlagerPlanet.com
5. ↑  « 6play, regardez des programmes TV en Replay ou en Direct », sur 6play (consulté le 4 novembre 2021).

- (de) Cet article est partiellement ou en totalité issu de l’article de Wikipédia en allemand intitulé « Howard Carpendale » (voir la liste des auteurs).